# Лонгар
Лонгар (правил ок. 231—206 гг. до н. э.) — иллирийский царь дарданцев. Он воевал с несколькими македонскими царями, сумев захватить часть Македонии. Лонгар был союзником пеонов и освободил их, чтобы открыть себе путь в Македонию. С ростом влияния Лонгара многие другие иллирийцы из царства ардиеев примкнули к нему.

## Военная активность
После галльских вторжений в земли дарданцев последние не упоминались в исторических источниках в течение около сорока лет. Вероятно, они восстанавливались от последствий этих вторжений. За это время Дарданское царство окрепло и сумело расширить свои владения на юге и на севере. Во второй половине III века до н. э. шли иллирийско-македонские войны, вызванные стремлением македонских царей к захвату земель дарданцев и пеонов. Пеоны постоянно восставали против македонян и вступали в союзы против них, стремясь сохранить свою независимость. Между этими двумя иллирийскими народами существовал давний союз, благодаря которому каждый раз, когда пеоны отстаивали свою независимость, дарданцы получали открытую дорогу в Македонию.
Ещё до воцарения Лонгара дарданцы представляли постоянную угрозу для Македонии. В 231 году до н. э. под командованием Лонгара они захватили Билазору, столицу пеонов, освободив их из-под власти Македонии. В 229 году до н. э. Лонгар атаковал и разбил македонские войска Деметрия II Этолийского, противясь его попыткам расширить северные границы Македонии. Македоняне атаковали Лонгара большими силами. В этот период Лонгар пытался укрепить позиции своего царства в самом сердце Балкан. В том же году он, воспользовавшись тем, что ардиеи во главе с царицей Тевтой отправились в поход в Эпир, вторгся в северные пределы их царства. Влияние Лонгара в регионе выросло, и несколько иллирийских племён из царства ардиеев присоединились к дарданцам, вынудив Тевту свернуть свою военную кампанию в Эпире. Скердилаид с войском был отправлен на север, чтобы заставить армию Лонгара вернуться в Дарданию.
Антигон III Досон, сменивший Деметрия II Этолийского на македонском престоле, одержал победу над Лонгаром. Часть царства пеонов была присоединена к Македонии, а на реке Аксиос была основана Антигония, призванная стать преградой на главном пути вторжений в Македонию с севера. Дарданцы были изгнаны со всех земель, которые они отвоевали у Деметрия II, а в городе Билазора был размещён македонский гарнизон. В 222 году до н. э., когда Антигон III Досон вёл военную кампанию в Греции, он был вынужден поспешно вернуться на родину за несколько дней, когда пришло известие о вторжении Лонгара и о том, что его войска грабят его царство. Антигон III Досон застал дарданцев на своей территории и вынудил их вступить в бой, который он выиграл. По легенде, он так переутомился, подбадривая своих воинов в этой битве, что у него лопнул кровеносный сосуд, отчего он смертельно заболел.
Лонгар с высокомерием относился к молодому Филиппу V Македонскому и постоянно провоцировал его. Его не устраивала ситуация, сложившаяся в Пеонии, а также претензии Македонии на неё. С восшествием Филиппа V на македонский трон в 220—219 годах до н. э. начались стычки македонян с дарданцами. В 219 году до н. э., когда Филипп V был на Пелопоннесе, Лонгар вновь освободил пеонов и их столицу Билазору, но спустя два года Филипп V отвоевал её обратно. Он также в 211 году до н. э. захватил дарданский город Синтия, расположенный где-то к юго-востоку от современного Скопье, и северную область Пелагонии. Отряд дарданцев под командованием Аэропа, вероятно, претендента на македонский трон, захватил Лихнид. В то время как он ограничился лишь этим городом, Лонгар в 208 году до н. э. атаковал верхнюю Македонию, оккупировав район Орестиды, захватив 20 000 пленников и достигнув равнины Аргест. Это было достигнуто после того, как Лонгар вступил в союз с врагами македонян: Римом, Скердилаидом и Эпиром. В 206 году до н. э. Филипп V возобновил войну с Лонгаром, чтобы изгнать его войска из занятых ими территорий.
Лонгару за время своего правления удалось превратить Дарданское царство в сильную державу, угрозу Македонии. Его дело продолжили два его сына: Батон и Монуний II. Лонгару наследовал Батон около 206 года до н. э.